# تکواژ وابسته و تکواژ آزاد
تکواژ وابسته تکواژی است که تنها می‌تواند در پیوستگی با دیگر تکواژها رخ دهد و هیچ‌گاه به‌تنهایی نمایان نمی‌شود.
چند نمونه: ـ ید، ـ آنه، ـ ی، ـ مند.
تکواژ وابسته بر چند نوع است:
- وند که خود شامل زیرشاخه‌های پیشوند و پسوند می‌شود؛ مانند: بازـ، ناـ، ـ گر، ـ ور (در «بازگشت»، «ناآرام»، «آهنگر»، «نامور»).
- واژه‌بست، مانند: ـَم، ـی، ـیم، ـید، ـَند در انتهای فعل‌های فارسی.

## تکواژ آزاد
تکواژ آزاد تکواژی است که تکیه می‌گیرد و می‌تواند به‌تنهایی و به‌سان واژه‌های مستقل به‌کار برود.
چند نمونه: خواب، زر، گُل، گِل، افسون